# Elisa del Estal Mateu
Elisa del Estal Mateu (Santander, Cantabria, 23 de marzo de 1993),  es una futbolista española. Juega de delantera en el Napoli Femminile de la Serie A de Italia. Su hermana Sara es también futbolista.

## Carrera deportiva
Siendo joven practicaba atletismo junto a su hermana en el Club Atletismo Piélagos, donde se proclamó subcampeona de España junior de 400 metros vallas. Practicaba el atletismo y el fútbol, en la S. D. Reocín a la misma vez hasta que le diagnosticaron problemas hepáticos debidos al sobresfuerzo, por lo que terminó dedicándose exclusivamente al balompié al igual que su hermana. 
En el año 2015 ficha por el Fundación Nexus de Albacete, ciudad donde también ejercerá de profesora. Tras una temporada y media en el club albaceteño, ficha hasta 2021 por el Espanyol donde se convierte en una de las máximas goleadoras y MVP en varias ocasiones.
En febrero de 2020 rescinde su contrato con el club catalán y ficha por el Hyundai Steel Red Angels surcoreano de la KWFL donde vuelve a destacar en su faceta goleadora pues consiguió 9 goles en 17 partidos, lo que le hizo ser la segunda máxima goleadora del torneo. Con el club coreano se proclamó campeona de la Liga y fue elegida MVP de la final al marcar un gol y centrar otro.
En la Temporada 2021/22 fichó por el Sevilla FC.
En noviembre de 2022 fue contratada por el Napoli Femminile italiano, con el que ganó la Serie B 2022-23.

## Palmarés

### Campeonatos nacionales
| Título  | Club             | País   | Año         |
| ------- | ---------------- | ------ | ----------- |
| Serie B | Napoli Femminile | Italia | 2022 - 2023 |